# معسكر برمجي
معسكر البرمجة أو التدريب المكثف على البرمجة (بالإنجليزية:  Coding Bootcamp)‏ هو برنامج تعليمي يقدم منهج مكثف لتطوير البرمجيات للمستجدين في البرمجة. ظهر هذا المفهوم لأول مرة في عام 2011.
ويرجع اختيار كلمة معسكر إلى طبيعة طريقة التدريس التي تتبعها المعسكرات وذلك بتقديم معلومات غزيرة وكثيفة في وقت قصير وغالبًا ما تركز على الجانب العملي أكثر من الجانب النظري ومبيت الطلبة في مقر البرنامج التدريبي طيلة فترة المعسكر.

## التاريخ
تعتبر المعسكرات منهج تعليمي مكثف وقد تمت إقامة أول معكسر برمجي في عام 2011 حيث قامت Hungry Academy  بتمهيد الطريق.
واعتبارًا من يوليو 2017، كان هناك 95 دورة تدريبية في معسكرات تدريب المستجدين على البرمجة بدوام كامل في الولايات المتحدة. تتراوح مدة الدورات عادةً ما بين 8 و 36 أسبوعًا، وتستمر معظمها من 10 إلى 12 (بمتوسط 12.9) أسبوعًا.
وفي العالم العربي قام الإتحاد السعودي للأمن السيبراني والبرمجة والدرونز بتبني مفهوم المعكسرات البرمجية في المملكة العربية السعودية، حيث بدأ أول معسكر برمجي تحت اسم معسكر طويق البرمجي في ديسمبر 2019، واستمر الاتحاد بالتعاون مع أكاديمية طويق بتكرار المعسكر بشكل سنوي، وتخريج دفعات جديدة من التدربيين بحسب احتياجات الجهات والشركات في سوق العمل.

### التعاون مع التعليم العالي
مع تزايد شعبية المعسكرات البرمجية، بدأت بعض الجامعات في تقديم معسكرات برمجية الخاصة بها أو دخلت في شراكة مع معسكرات برمجية خاصة حالية.

#### مبادرة طويق ألف
أحد النماذج العربية هي مبادرة #طويق_1000 التي جرت في نهاية عام 2021 وبداية 2022 حيث قامت أكاديمية طويق بالتعاون قوقل ومع 12 جامعة مختلفة في السعودية، لتغطي كامل المناطق الرئيسية في السعودية لتوفير معسكرات حضورية وأخرى عن بعد -عبر الإنترنت- في مجالات متعددة تشمل برمجة الويب وتطبيقات الهواتف، وكذلك الأمن السيبراني والحوسبة السحابية وتطوير الألعاب.

### المعسكرات البرمجية عن بعد
هناك العديد من الخيارات لمعسكرات البرمجة عبر الإنترنت -عن بعد- (Online). تعمل هذه عادةً عن طريق دمج الطلاب مع مدرب عبر الإنترنت وهو الذي يشرف على متابعتهم، وبشكل عام تعد أرخص وأكثر ملاءمة لاحتياجات الطلاب المحددة من المعسكرات الحضورية.
وقد قامت أكاديمية طويق بتقديم بعض برامج معسكرات طويق_1000 في مسارات الويب وتطوير تطبيقات الهاتف عن بعد على شكل بث مباشر في يوتيوب.

### المعسكرات والزمالات في مجال علوم البيانات
غالبًا ما يركز هذا النوع من المعسكرات التدريبية بشكل أقل على Full stack development عكس المعسكرات البرمجية الإعتيادية، وتسلط الضوء أكثر على تخريج علماء بيانات ومهندسي البيانات.

### المعسكرات الانتقائية
بعض المعسكرات البرمجية قد تكون انتقائية وتتطلب خبرة مسبقة ومعرفة ببعض المعلومات؛ وقد تهدف بعض الشركات مثل Career Karma إلى مساعدة المبتدئين على تعلم المهارات الأساسية ومن ثم التقدم إلى معسكرات تدريب المستجدين.

### معسكرات منتهية بالتوظيف
تقدم بعض الجهات مثل الاتحاد السعودي للأمن السيبراني والبرمجة الدرونز برامج معسكرات منتهية بالتوظيف، حيث يتم تدريب عدد محدود من الطلاب على تقنيات معينة تحتاجها الشركات والجهات المعنية بالمعسكر ومن ثم تجهيز الطلبة بالخبرة النظرية والعملية اللازمة لإتقان تلك التقنيات ومن ثم توظيفهم في تلك الشركات.

## التدريس
يقام المعسكر البرمجي حضوريًا أو عن بعد، وغالبًا ما تركز المعسكرات على استهداف فئة حديثي التخرج من حملة الشهادات الجامعية، أو حتى العاطلين والباحثين عن عمل، لأجل تدريبهم على مهارات مطلوبة في سوق العمل، يقوم المتدربون بالتفرغ كليًا أو جزئيًا بحسب نوع المعسكر، من أجل إتمام منهج المعسكر البرمجي.
في السعودية جرت بعض المعسكرات بدعم حكومي، موجهة للعاطليين وحديثي التخرج من طلبة البكالوريوس، بالتعاون مع عدة جهات لتقديم عروض وظيفية بعد إنتهاء المتدربين من فترتهم التدريبية.
وغالبًا ما تكون آلية المعسكرات القبول في بتصفية المتقدمين بحسب المسارات البرمجية وخبراتهم وجنسهم وخلفياتهم التعليمية، وقد تقام بعض المعسكرات بشكل مدفوع دون آلية مفاضلة.

### المعسكرات بدوام كامل
تقوم المُعسكرات الحضورية بدوام كامل بجمع الطلبة في مقر المعسكر ومنعهم من الخروج من المقر كشرط لإتمام المعسكر ويتم تقديم كافة المستلزمات كغرف النوم، والإتصال بالإنترنت، والطعام والشراب من قبل الجهة المنظمة للمعسكر إلى حين إنتهاء المنهج المقرر في المعسكر.

### المعسكرات بدوام الجزئي
قد تقدم بعض الجهات معسكرات حضورية بدوام جزئي أو عن بعد، وتعد حلًا مناسبًا لمن لا يملك المقدرة على المجيء إلى مقر المعسكر.

## الجدل
يرى البعض عدم جدوى المعسكرات البرمجية كثيرًا كما يروج له في الإعلام، ويرجع ذلك لطريقة التدريس التي تستند عليها المعسكرات بتقديم الكثير من المعلومات في وقت قصير نسبيًا والذي قد لا يؤدي إلى فهم جيد للبرمجة بشكل نظري وسقوط بعض المعلومات عن الطلبة المقدمين على المعسكرات بعكس أقرانهم الذين تخرجوا من الجامعات ودرسوها بشكل أكاديمي نظريًا وعمليًا. وأيضًا الإستغلال من طرف بعض الجهات الغير متخصصة التي قد تقوم بتقديم معسكرات برمجية مدفوعة دون منهج تعليمي جيد أو متابعة المتدربين وحل مشكلاتهم وتساؤلاتهم. ولذلك قد يفضل بعض أصحاب العمل حملة الشهادات الجامعية عن خريجي المعسكرات البرمجية.
وعلى الجانب الآخر يرى البعض أن المعسكرات البرمجية هي وسيلة جيدة لمن لم تتسنى له الفرصة في الجامعة والتعليم الأكاديمي التقليدي، بحيث تمكنهم المعسكرات من مواكبة إحتياجات سوق العمل للمبرمجين والحصول على وظائف ذات دخل جيد.